# IS Близнецов
IS Близнецов (лат. IS Geminorum, HD 49380) — двойная звезда в созвездии Близнецов на расстоянии приблизительно 427 световых лет (около 131 парсек) от Солнца. Видимая звёздная величина звезды — от +7,3m до +6,6m.
Открыта итальянским астрономом Адзельо Бемпорадом в 1912 году*.

## Характеристики
Первый компонент — оранжевый гигант или яркий гигант, пульсирующая полуправильная переменная звезда типа SRC (SRC) или SRD (SRD)* спектрального класса K3II, или K0, или K2/4III, или K4. Масса — около 2,455 солнечных, радиус — около 21,526 солнечных, светимость — около 135,129 солнечных. Эффективная температура — около 4260 К.
Второй компонент — коричневый карлик. Масса — около 17,24 юпитерианских. Удалён в среднем на 2,017 а.е..